# Spice bag
La spice bag è una frittura di patate e pollo irlandese.

## Descrizione
La spice bag è un piatto di ispirazione cinese composto da patate fritte, petto di pollo impanato o impastellato, cipolle e peperoni ricoperti da un'abbondante quantità di spezie, tra cui paprica, sale, zucchero, aglio in polvere, pepe bianco, cipolla essiccata, curry e cinque spezie cinesi. Della spice bag si sono sviluppate molte varianti, tra cui quelle con polpette o ali di pollo, quelle contenente altri tipi di carne e altre vegetariane. Il piatto viene in genere consumato con le mani. Molti irlandesi lo considerano un comfort food e una valida cura contro i postumi di una sbornia.

## Storia
Le fonti fanno risalire la spice bag tra la metà degli anni 2000 e il 2010 e ne attribuiscono l'invenzione al personale del ristorante cinese Sunflower, situato nell'Orwell Shopping Centre di Templeogue, a Dublino. Stando alle testimonianze, l'alimento sarebbe nato per caso, quando il personale del locale iniziò a combinare, in un sacchetto di carta, gli avanzi del servizio, ovvero, patatine fritte, pollo, cipolle, peperoni e spezie. Dopo essere entrato nel menu ufficiale, la spice bag avrebbe avuto un successo tale da essere riproposta in altri locali di Dublino e successivamente di tutto il paese.
Oggi la spice bag è diffusa in tutta Irlanda (meno comunemente nell'Irlanda del Nord) dove viene venduta da asporto, in particolar modo nei ristoranti cinesi locali, ed è un popolare cibo di strada; all'estero, viene servita nei locali di cucina irlandese.